# Sötét web
A sötét web az internet az a része, aminek a hozzáféréshez speciális szoftver, konfiguráció vagy engedély szükséges. A sötét web eléréséhez legelterjedtebb böngésző a Tor.
Oknyomozó és tényfeltáró újságírók előszeretettel használják a sötét webet, ahol a lelepleződése veszélye nélkül tudnak találkozni informátoraikkal. Például a WikiLeaks is használta a sötét webet az informátorai névtelenségének megőrzése érdekében. A sötét web az anonimitása miatt hamar a tiltott és törvénytelen áruk, szolgáltatások piacterévé vált.